# 卡尼利亚斯德亚塞图诺
卡尼利亚斯德亚塞图诺，是西班牙安达卢西亚自治区马拉加省的一个市镇。 总面积42平方公里，总人口2107人（2001年），人口密度50人/平方公里。